# فرودگاه موتا لاوا
فرودگاه موتا لاوا (به انگلیسی: Mota Lava Airport) یک فرودگاه همگانی با کد یاتا MTV است . این فرودگاه در کشور وانواتو قرار دارد و در ارتفاع ۱۹ متری از سطح دریا واقع شده‌است.

## شرکت‌های هواپیمایی و مقصدهای پروازی
| شرکت‌های هواپیمایی | مقصدهای پروازی   |
| ----------------- | ---------------- |
| ایر وانواتو       | وانوا لاوا، تورس |